# 야시로정 (나가노현)
야시로정(屋代町)은 나가노현 하니시나군에 있던 정이다. 현재의 지쿠마시에 해당한다.

## 역사
- 1889년 4월 1일 - 정촌제 시행으로, 야시로정(屋代町)이 발족(제1차).
- 1955년
  - 4월 1일 - 아메노미야가타촌, 모리촌과 합병하여 하니시나야시로정(埴科屋代町)이 발족.
  - 6월 1일 - 하니시나야시로정이 개칭하여 야시로정(제2차)이 됨.
- 1956년 9월 30일 - 구라시나촌을 편입.
- 1959년 6월 1일 - 하뉴정·사라시나군 이나리야마정·야와타촌과 합병하여 고쇼쿠시가 발족.

## 교통

### 철도
- 나가노 철도
  - 가토선

### 도로
- 국도 제18호선

## 참고문헌
- 角川日本地名大辞典 20 長野県